# Bredsjön (Dalby socken, Värmland, 673209-133580)
Bredsjön är en sjö i Torsby kommun i Värmland och ingår i Göta älvs huvudavrinningsområde. Sjön är 7,3 meter djup, har en yta på 0,829 kvadratkilometer och är belägen 429 meter över havet. Sjön avvattnas av vattendraget Lettan. Vid provfiske har abborre och gädda fångats i sjön.

## Delavrinningsområde
Bredsjön ingår i det delavrinningsområde (673215-133593) som SMHI kallar för Utloppet av Bredsjön. Medelhöjden är 474 meter över havet och ytan är 7,38 kvadratkilometer. Det finns inga avrinningsområden uppströms utan avrinningsområdet är högsta punkten. Lettan som avvattnar avrinningsområdet har biflödesordning 2, vilket innebär att vattnet flödar genom totalt 2 vattendrag innan det når havet efter 483 kilometer. Avrinningsområdet består mestadels av skog (73 procent) och sankmarker (15 procent). Avrinningsområdet har 0,83 kvadratkilometer vattenytor vilket ger det en sjöprocent på 11,2 procent.